# Türkiye Gazetesi
Türkiye Gazetesi es un periódico nacionalista/islamista del grupo empresarial Ihlas, dueño a su vez de los canales de televisión TGRT y TGRT HABER.